# Castillo de Polán
El castillo de Polán es una fortificación medieval de la localidad española de Polán, en la provincia de Toledo.

## Descripción

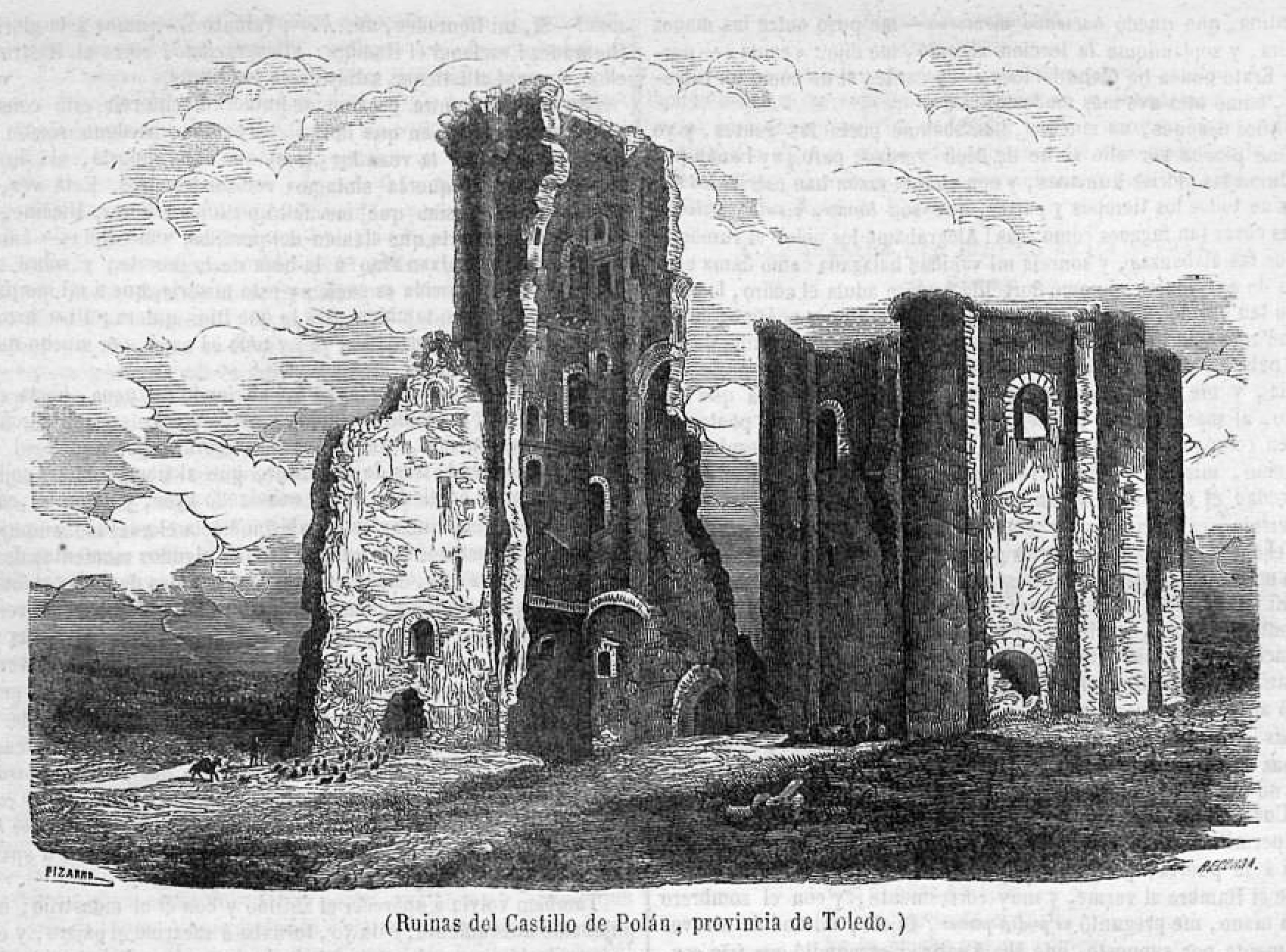
Vista de las ruinas hacia 1850 en el Semanario Pintoresco Español

El castillo se ubica en la localidad toledana de Polán, unos pocos kilómetros al suroeste de la capital provincial, en la comunidad autónoma de Castilla-La Mancha. Se encuentra en el norte del casco urbano y su estado es ruinoso. La parte mejor conservada sería una fachada rota en su centro, que deja a ambos lados dos fuertes torres, cuyo muro de unión desapareció.